# Quicksand (1918)
Quicksand is een Amerikaanse dramafilm uit 1918 onder regie van Victor Schertzinger. Destijds werd de film in Nederland uitgebracht onder de titel Drijfzand. De film is wellicht zoekgeraakt.

## Verhaal
Mary is de vrouw van de kassier Jim Bowen. John Boland is de eigenaar van een café dat wordt bezocht door Alan Perry, de aan lagerwal geraakte zoon van de werkgever van Bowen. Als Bowen een frauduleuze cheque van Perry valideert, wordt hij opgepakt en veroordeeld tot vijf jaar gevangenis. Mary solliciteert vervolgens bij Boland om zangeres te worden in zijn café. Hij is stiekem verliefd op Mary en hij hoopt dat ze haar man zal verlaten voor hem. Perry valt ook voor Mary en hij achtervolgt haar naar huis op de nacht dat haar man uit de gevangenis ontsnapt.

## Rolverdeling
| Acteur           | Personage     |
| ---------------- | ------------- |
| Henry A. Barrows | John Boland   |
| Edward Coxen     | Jim Bowen     |
| Dorothy Dalton   | Mary Bowen    |
| Frankie Lee      | Frankie Bowen |
| Philo McCullough | Alan Perry    |